# I liga argentyńska w piłce nożnej (1941)
Mistrzem Argentyny w roku 1941 został klub River Plate, a wicemistrzem Argentyny klub San Lorenzo de Almagro.
Do drugiej ligi spadł ostatni w tabeli klub Rosario Central. Na jego miejsce awansował z drugiej ligi klub Chacarita Juniors.

## Primera División

### Kolejka 1
| Data          | Mecz |
| ------------- | --- |
| 30 marca 1941 | Atlanta Buenos Aires – River Plate 0:5 José Ramos k, Ismael Rivero (2), Aristóbulo Deambrosi, José M. Moreno                       |
| 30 marca 1941 | CA Banfield – Independiente 2:2 Celestino Martínez s, Salvador Laporta - Juan J. Zorrilla (2, 1k)                                  |
| 30 marca 1941 | Estudiantes La Plata – Boca Juniors 1:2 Santiago Mateo - Jaime Sarlanga, Bernardo Gandulla                                         |
| 30 marca 1941 | CA Huracán – Rosario Central 3:0 Emilio Baldonedo (2), Ramón Guerra                                                                |
| 30 marca 1941 | Newell’s Old Boys – San Lorenzo de Almagro 5:1 José Canteli (2), René Pontoni, Juan S. Ferreyra, Ángel Perucca k - Rinaldo Martino |
| 30 marca 1941 | CA Platense – Ferro Carril Oeste 0:0                                                                                               |
| 30 marca 1941 | Racing Club de Avellaneda – Club Atlético Lanús 4:1 Félix Díaz, José Liztherman, Francisco Fandiño, Enrique García - Jorge Grandín |
| 30 marca 1941 | CA Tigre – Gimnasia y Esgrima La Plata 3:2 Juan Marvezzi (2), Aníbal Troncoso - Isidoro Orleans (2)                                |

### Kolejka 2
| Data            | Mecz |
| --------------- | --- |
| 6 kwietnia 1941 | Boca Juniors – Atlanta Buenos Aires 7:2 Jaime Sarlanga (6, 2k), Raúl Emeal - Aníbal Tenorio, Norberto Pairoux                             |
| 6 kwietnia 1941 | Estudiantes La Plata – CA Tigre 2:3 Juan J. Negri, Manuel Pelegrina - Raimundo Sandoval (2), Juan Marvezzi                                |
| 6 kwietnia 1941 | Ferro Carril Oeste – Gimnasia y Esgrima La Plata 4:2 Rodolfo Danza (2), Joaquín Corvetto, Mateo Pont - David Morales s, Isidoro Orleans k |
| 6 kwietnia 1941 | Independiente – CA Huracán 1:3 Juan J. Maril - Herminio Masantonio (2), Emilio Baldonedo                                                  |
| 6 kwietnia 1941 | Club Atlético Lanús – CA Banfield 3:3 José García (2), Alberto Lorenzo - Jorge Alcalde (2), Rafael Sanz                                   |
| 6 kwietnia 1941 | River Plate – Newell’s Old Boys 1:2 Ismael Rivero - Alberto Belén, José Canteli                                                           |
| 6 kwietnia 1941 | Rosario Central – CA Platense 1:0 Waldino Aguirre                                                                                         |
| 6 kwietnia 1941 | San Lorenzo de Almagro – Racing Club de Avellaneda 2:4 Alfredo Borgnia (2) - José Liztherman (3), Félix Díaz                              |

### Kolejka 3
| Data             | Mecz |
| ---------------- | --- |
| 13 kwietnia 1941 | Atlanta Buenos Aires – Estudiantes La Plata 6:6 Ismael Zabaleta (2), José Martínez (2), Francisco Rodríguez, Norberto Pairoux - Manuel Pelegrina (3), José Seguer (2), Eduardo Sande |
| 13 kwietnia 1941 | CA Banfield – San Lorenzo de Almagro 1:4 Jorge Alcalde - Carlos Lara, Isidro Lángara (2), Alfredo Borgnia                                                                            |
| 13 kwietnia 1941 | Gimnasia y Esgrima La Plata – Rosario Central 3:0 Daniel Sabio (3) |
| 13 kwietnia 1941 | CA Huracán – Club Atlético Lanús 4:2 Herminio Masantonio (2), Norberto Méndez, Emilio Baldonedo - Luis Arrieta (2)                                                                   |
| 13 kwietnia 1941 | Newell’s Old Boys – Boca Juniors 3:2 René Pontoni (2), José Canteli - Jaime Sarlanga (2)                                                                                             |
| 13 kwietnia 1941 | CA Platense – Independiente 1:3 Juan S. Prado - Vicente de la Mata (2), Juan J. Zorrilla                                                                                             |
| 13 kwietnia 1941 | Racing Club de Avellaneda – River Plate 3:2 José Liztherman, Félix Díaz (2) - Ismael Rivero, Adolfo Pedernera                                                                        |
| 13 kwietnia 1941 | CA Tigre – Ferro Carril Oeste 2:1 Eusebio Videla, Aníbal Troncoso - Rodolfo Danza k                                                                                                  |

### Kolejka 4
| Data             | Mecz |
| ---------------- | --- |
| 20 kwietnia 1941 | Atlanta Buenos Aires – CA Tigre 1:1 José Valle - Mario Tosoni                                                                         |
| 20 kwietnia 1941 | Boca Juniors – Racing Club de Avellaneda 1:4 Jaime Sarlanga - Enrique García k, José Liztherman, Francisco Fandiño (2)                |
| 20 kwietnia 1941 | Estudiantes La Plata – Newell’s Old Boys 3:0 Juan J. Negri, Julio Gagliardo, Manuel Pelegrina                                         |
| 20 kwietnia 1941 | Independiente – Gimnasia y Esgrima La Plata 4:1 mecz rozegrany został na stadionie klubu Racing                                       |
| 20 kwietnia 1941 | Club Atlético Lanús – CA Platense 4:7 Alberto Lorenzo (3), Luis Arrieta - Florencio Arigós (5), Juan S. Prado, Roberto Orlando        |
| 20 kwietnia 1941 | River Plate – CA Banfield 2:2 José Ramos k, Aristóbulo Deambrosi - Jorge Alcalde, Rafael Sanz                                         |
| 20 kwietnia 1941 | Rosario Central – Ferro Carril Oeste 1:2 Telmo Medina - Mateo Pont, Rodolfo Danza                                                     |
| 20 kwietnia 1941 | San Lorenzo de Almagro – CA Huracán 5:2 Isidro Lángara (2), Rinaldo Martino, Carlos Marinelli s, Mateo Nicolau - Emilio Baldonedo (2) |

### Kolejka 5
| Data             | Mecz |
| ---------------- | --- |
| 27 kwietnia 1941 | CA Banfield – Boca Juniors 3:4 Segundo Ibáñez s, Florencio Caffaratti, José Rosendo - Jaime Sarlanga (2), Ricardo Alarcón, Raúl Emeal |
| 27 kwietnia 1941 | Ferro Carril Oeste – Independiente 3:1 Alberto Lijé, Raúl Natino, Rodolfo Danza - Juan J. Maril                                       |
| 27 kwietnia 1941 | Gimnasia y Esgrima La Plata – Club Atlético Lanús 1:2 Caxambú - Luis Arrieta, Alberto Lorenzo                                         |
| 27 kwietnia 1941 | CA Huracán – River Plate 2:1 Avelino Cadilla s, Emilio Baldonedo - Roberto D’Alessandro                                               |
| 27 kwietnia 1941 | Newell’s Old Boys – Atlanta Buenos Aires 5:0 José Canteli (4,1k), Mario Morosano                                                      |
| 27 kwietnia 1941 | CA Platense – San Lorenzo de Almagro 1:2 Florencio Arigós - Isidro Lángara, Alfredo Borgnia                                           |
| 27 kwietnia 1941 | Racing Club de Avellaneda – Estudiantes La Plata 2:2 José Liztherman, Enrique García k - Julio Gómez (2)                              |
| 27 kwietnia 1941 | CA Tigre – Rosario Central 4:2 Mario Tosoni (2), Juan Marvezzi, Rodolfo De Zorzi s - Rubén Bravo (2)                                  |

### Kolejka 6
| Data        | Mecz |
| ----------- | --- |
| 4 maja 1941 | Atlanta Buenos Aires – Racing Club de Avellaneda 1:1 Aníbal Tenorio - Delfín Benítez Cáceres mecz rozegrany został na stadionie klubu San Lorenzo de Almagro |
| 4 maja 1941 | Boca Juniors – CA Huracán 1:0 Julio Rosell |
| 4 maja 1941 | Estudiantes La Plata – CA Banfield 7:1 Manuel Pelegrina, Julio Gagliardo (2), Carlos Cirico, Juan J. Negri, Julio Gómez (2) - Jorge Alcalde                  |
| 4 maja 1941 | Independiente – Rosario Central 3:2 Juan J. Zorrilla, Arsenio Erico, Celestino Martínez k - Rubén Bravo, Waldino Aguirre                                     |
| 4 maja 1941 | Club Atlético Lanús – Ferro Carril Oeste 0:0 |
| 4 maja 1941 | Newell’s Old Boys – CA Tigre 2:1 Juan S. Ferreyra, Alberto Belén - Raimundo Sandoval                                                                         |
| 4 maja 1941 | River Plate – CA Platense 3:2 Carlos Peucelle (2), Roberto D’Alessandro - Juan S. Prado (2, 1k)                                                              |
| 4 maja 1941 | San Lorenzo de Almagro – Gimnasia y Esgrima La Plata 3:0 Isidro Lángara k, Alfredo Borgnia, Carlos Lara                                                      |

### Kolejka 7
| Data         | Mecz |
| ------------ | --- |
| 11 maja 1941 | CA Banfield – Atlanta Buenos Aires 3:5 José Rosendo, Salvador Laporta, Florencio Caffaratti - Ismael Zabaleta (4), Norberto Pairoux |
| 11 maja 1941 | Ferro Carril Oeste – San Lorenzo de Almagro 1:2 José Pérez - Isidro Lángara, Carlos Lara                                            |
| 11 maja 1941 | Gimnasia y Esgrima La Plata – River Plate 0:3 Ángel Labruna, Aristóbulo Deambrosi, José M. Moreno                                   |
| 11 maja 1941 | CA Huracán – Estudiantes La Plata 3:2 Emilio Baldonedo (2, 1k), Ramón Guerra - Juan J. Negri, Julio Gagliardo                       |
| 11 maja 1941 | CA Platense – Boca Juniors 1:1 Ricardo Cisterna - Federico Monestés                                                                 |
| 11 maja 1941 | Racing Club de Avellaneda – Newell’s Old Boys 3:2 Félix Díaz, José Liztherman (2) - José Canteli (2)                                |
| 11 maja 1941 | Rosario Central – Club Atlético Lanús 1:1 Alfredo Fogel - Salustiano Vidal                                                          |
| 11 maja 1941 | CA Tigre – Independiente 0:3 Juan J. Maril, Arsenio Erico (2)                                                                       |

### Kolejka 8
| Data         | Mecz |
| ------------ | --- |
| 18 maja 1941 | Atlanta Buenos Aires – CA Huracán 2:4 Norberto Pairoux k, José Valle - Ramón Guerra (2), Emilio Baldonedo (2)  |
| 18 maja 1941 | Boca Juniors – Gimnasia y Esgrima La Plata 2:3 Jaime Sarlanga (2, 2k) - Caxambú, Manuel Fidel, Isidoro Orleans |
| 18 maja 1941 | Estudiantes La Plata – CA Platense 4:2 Manuel Pelegrina (3), Carlos Cirico - Alfredo Zárraga, Juan S. Prado    |
| 18 maja 1941 | Club Atlético Lanús – Independiente 1:2 José García - Vicente de la Mata, Arsenio Erico                        |
| 18 maja 1941 | Newell’s Old Boys – CA Banfield 1:0 José Canteli                                                               |
| 18 maja 1941 | Racing Club de Avellaneda – CA Tigre 1:2 Delfín Benítez Cáceres - Mario Tosoni, Juan Marvezzi                  |
| 18 maja 1941 | River Plate – Ferro Carril Oeste 4:0 Roberto D’Alessandro (2), Ángel Labruna, Carlos Peucelle                  |
| 18 maja 1941 | San Lorenzo de Almagro – Rosario Central 3:1 Alfredo Borgnia, Isidro Lángara (2) - Julio Armendáriz            |

### Kolejka 9
| Data         | Mecz |
| ------------ | --- |
| 24 maja 1941 | Gimnasia y Esgrima La Plata – Estudiantes La Plata 1:2 Manuel Fidel - Juan J. Negri, Manuel Pelegrina                                                            |
| 25 maja 1941 | CA Banfield – Racing Club de Avellaneda 5:1 Higinio García s, Eduardo Silvera, Armando Farro (2), Rafael Sanz - Félix Díaz                                       |
| 25 maja 1941 | Ferro Carril Oeste – Boca Juniors 3:1 Rodolfo Danza, Daniel Pícaro (2) - Jaime Sarlanga                                                                          |
| 25 maja 1941 | CA Huracán – Newell’s Old Boys 3:1 Plácido Rodríguez (2), Emilio Baldonedo - José Canteli                                                                        |
| 25 maja 1941 | Independiente – San Lorenzo de Almagro 1:2 Arsenio Erico - Isidro Lángara, Ángel Zubieta                                                                         |
| 25 maja 1941 | CA Platense – Atlanta Buenos Aires 2:0 Enrique Amiano, Roberto Torielli                                                                                          |
| 25 maja 1941 | Rosario Central – River Plate 3:5 Waldino Aguirre, Julio Armendáriz, Harry Hayes - José M. Moreno, Ángel Labruna (2), Aristóbulo Deambrosi, Roberto D’Alessandro |
| 25 maja 1941 | CA Tigre – Club Atlético Lanús 1:1 Juan Marvezzi - Alberto Lorenzo                                                                                               |

### Kolejka 10
| Data           | Mecz |
| -------------- | --- |
| 1 czerwca 1941 | Atlanta Buenos Aires – Gimnasia y Esgrima La Plata 3:1 Ismael Zabaleta, José Valle, Norberto Pairoux - Manuel Fidel                           |
| 1 czerwca 1941 | CA Banfield – CA Tigre 0:5 Raimundo Sandoval (2), Miguel Careri (2), Mario Tosoni                                                             |
| 1 czerwca 1941 | Boca Juniors – Rosario Central 1:2 Jaime Sarlanga - Raúl Nóbrega, Juan C. Heredia mecz rozegrany został na stadionie klubu Ferro Carril Oeste |
| 1 czerwca 1941 | Estudiantes La Plata – Ferro Carril Oeste 3:1 Julio Gagliardo (2), Julio Gómez - José Pérez                                                   |
| 1 czerwca 1941 | Newell’s Old Boys – CA Platense 3:1 José Canteli, Juan S. Ferreyra, Humberto Fiore - Alberto Salvado                                          |
| 1 czerwca 1941 | Racing Club de Avellaneda – CA Huracán 2:2 Enrique García, José Liztherman - Ramón Guerra, Norberto Méndez                                    |
| 1 czerwca 1941 | River Plate – Independiente 2:1 José M. Moreno, Adolfo Pedernera - Celestino Martínez k                                                       |
| 1 czerwca 1941 | San Lorenzo de Almagro – Club Atlético Lanús 3:2 Isidro Lángara (3, 1k) - Luis Arrieta, Héctor Ingunza                                        |

### Kolejka 11
| Data           | Mecz |
| -------------- | --- |
| 8 czerwca 1941 | Ferro Carril Oeste – Atlanta Buenos Aires 1:0 Daniel Pícaro                                                                                |
| 8 czerwca 1941 | Gimnasia y Esgrima La Plata – Newell’s Old Boys 2:2 Gabino Arregui, Isidoro Orleans - René Pontoni, José Canteli                           |
| 8 czerwca 1941 | CA Huracán – CA Banfield 1:3 Herminio Masantonio - Jorge Alcalde, Rafael Sanz, Eduardo Silvera                                             |
| 8 czerwca 1941 | Independiente – Boca Juniors 1:2 Antonio Sastre 0 Jaime Sarlanga (2)                                                                       |
| 8 czerwca 1941 | Club Atlético Lanús – River Plate 2:4 Héctor Ingunza, Luis Arrieta - José Ramos, Roberto D’Alessandro, Ángel Labruna, Aristóbulo Deambrosi |
| 8 czerwca 1941 | CA Platense – Racing Club de Avellaneda 1:2 Enrique Amiano - José Liztherman, Delfín Benítez Cáceres                                       |
| 8 czerwca 1941 | Rosario Central – Estudiantes La Plata 2:2 Alfredo Fogel, Manuel Antúnez - Julio Gómez, Juan J. Negri                                      |
| 8 czerwca 1941 | CA Tigre – San Lorenzo de Almagro 0:1 Carlos Lara                                                                                          |

### Kolejka 12
| Data            | Mecz |
| --------------- | --- |
| 15 czerwca 1941 | Atlanta Buenos Aires – Rosario Central 9:1 Norberto Pairoux (3), José Martínez (3), Francisco Rodríguez (3) - Raúl Nóbrega                                   |
| 15 czerwca 1941 | CA Banfield – CA Platense 3:1 Rafael Sanz (2), Florencio Caffaratti - Juan S. Prado                                                                          |
| 15 czerwca 1941 | Boca Juniors – Club Atlético Lanús 4:2 Mario Boyé, Roque Valsecchi (3) - Alberto Lorenzo (2) mecz rozegrany został na stadionie klubu San Lorenzo de Almagro |
| 15 czerwca 1941 | Estudiantes La Plata – Independiente 3:2 Julio Gómez, Manuel Pelegrina, Carlos Cirico - Arsenio Erico (2)                                                    |
| 15 czerwca 1941 | CA Huracán – CA Tigre 2:2 Manuel Giúdice, Herminio Masantonio - Juan Marvezzi, Raimundo Sandoval                                                             |
| 15 czerwca 1941 | Newell’s Old Boys – Ferro Carril Oeste 1:0 René Pontoni |
| 15 czerwca 1941 | Racing Club de Avellaneda – Gimnasia y Esgrima La Plata 3:1 Félix Díaz (2), Enrique García - Gabino Arregui                                                  |
| 15 czerwca 1941 | River Plate – San Lorenzo de Almagro 1:2 José Ramos - Carlos Lara (2)                                                                                        |

### Kolejka 13
| Data            | Mecz |
| --------------- | --- |
| 22 czerwca 1941 | Ferro Carril Oeste – Racing Club de Avellaneda 0:3 Delfín Benítez Cáceres (3)                                                                       |
| 22 czerwca 1941 | Gimnasia y Esgrima La Plata – CA Banfield 0:2 Rafael Sanz (2)                                                                                       |
| 22 czerwca 1941 | Independiente – Atlanta Buenos Aires 1:1 Vicente de la Mata - Ismael Zabaleta                                                                       |
| 22 czerwca 1941 | Club Atlético Lanús – Estudiantes La Plata 4:4 José García (2), Héctor Ingunza, Alberto Lorenzo k - Julio Gómez, Julio Gagliardo (2), Carlos Cirico |
| 22 czerwca 1941 | CA Platense – CA Huracán 0:3 Herminio Masantonio, Manuel Giúdice, Rubén Perdomo                                                                     |
| 22 czerwca 1941 | Rosario Central – Newell’s Old Boys 0:1 René Pontoni                                                                                                |
| 22 czerwca 1941 | San Lorenzo de Almagro – Boca Juniors 3:2 Mateo Nicolau, Rinaldo Martino, Isidro Lángara k - Mario Boyé, Pío Corcuera                               |
| 22 czerwca 1941 | CA Tigre – River Plate 0:3 Carlos Peucelle, Roberto D’Alessandro, José M. Moreno                                                                    |

### Kolejka 14
| Data            | Mecz |
| --------------- | --- |
| 29 czerwca 1941 | Atlanta Buenos Aires – Club Atlético Lanús 0:3 Jorge Grandín (2), Mario Di Lallo                                                             |
| 29 czerwca 1941 | CA Banfield – Ferro Carril Oeste 1:4 Jorge Alcalde - Mateo Pont, Rodolfo Danza (2), Francisco Páez                                           |
| 29 czerwca 1941 | Boca Juniors – River Plate 2:1 Raúl Emeal, Roque Valsecchi - Roberto D’Alessandro                                                            |
| 29 czerwca 1941 | Estudiantes La Plata – San Lorenzo de Almagro 1:1 Julio Gagliardo - Isidro Lángara                                                           |
| 29 czerwca 1941 | CA Huracán – Gimnasia y Esgrima La Plata 3:2 Herminio Masantonio (2), Norberto Méndez - Manuel Fidel, Isidoro Orleans                        |
| 29 czerwca 1941 | Newell’s Old Boys – Independiente 2:4 Mario Morosano, Alberto Belén - Arsenio Erico (3), Vicente de la Mata                                  |
| 29 czerwca 1941 | CA Platense – CA Tigre 4:3 Juan S. Prado (2), Enrique Amiano, Ricardo Cisterna - Miguel Careri, Mario Tosoni k, Aníbal Troncoso              |
| 29 czerwca 1941 | Racing Club de Avellaneda – Rosario Central 4:3 Delfín Benítez Cáceres, José Liztherman (2), Enrique García - Raúl Nóbrega (2), Armando Ríos |

### Kolejka 15
| Data         | Mecz |
| ------------ | --- |
| 6 lipca 1941 | Ferro Carril Oeste – CA Huracán 0:0                                                                                                  |
| 6 lipca 1941 | Gimnasia y Esgrima La Plata – CA Platense 2:0 Daniel Sabio (2)                                                                       |
| 6 lipca 1941 | Independiente – Racing Club de Avellaneda 3:1 Arsenio Erico, Vicente de la Mata, Marcelino Funes - José Liztherman                   |
| 6 lipca 1941 | Club Atlético Lanús – Newell’s Old Boys 3:4 Alberto Lorenzo (2), Héctor Ingunza - René Pontoni, José Canteli (2), Juan S. Ferreyra   |
| 6 lipca 1941 | River Plate – Estudiantes La Plata 1:0 Ismael Rivero                                                                                 |
| 6 lipca 1941 | Rosario Central – CA Banfield 1:2 Raúl Nóbrega - Jorge Alcalde, José Rosendo później klubowi Banfield odjęto 2 punkty                |
| 6 lipca 1941 | San Lorenzo de Almagro – Atlanta Buenos Aires 3:3 Mateo Nicolau, Isidro Lángara, Carlos Lara - Antonio Ciraolo, Norberto Pairoux (2) |
| 6 lipca 1941 | CA Tigre – Boca Juniors 1:1 Aníbal Troncoso - Roque Valsecchi                                                                        |

### Kolejka 16
| Data          | Mecz |
| ------------- | --- |
| 20 lipca 1941 | Boca Juniors – Estudiantes La Plata 2:1 Federico Monestés, Mario Boyé - Ángel Laferrara                                                    |
| 20 lipca 1941 | Ferro Carril Oeste – CA Platense 3:2 Alberto Lijé (2), Rodolfo Danza - Roberto Orlando, Juan S. Prado                                      |
| 20 lipca 1941 | Gimnasia y Esgrima La Plata – CA Tigre 1:1 Alberto Cerioni - Juan Marvezzi                                                                 |
| 20 lipca 1941 | Independiente – CA Banfield 3:4 później klubowi Banfield odjęto 2 punkty                                                                   |
| 20 lipca 1941 | Club Atlético Lanús – Racing Club de Avellaneda 2:5 Jorge Grandín (2) - Delfín Benítez Cáceres, José Liztherman (4)                        |
| 20 lipca 1941 | River Plate – Atlanta Buenos Aires 1:1 Adolfo Pedernera - Aníbal Tenorio                                                                   |
| 20 lipca 1941 | Rosario Central – CA Huracán 3:2 Raúl Nóbrega, Harry Hayes (2) - Plácido Rodríguez, Roberto Sbarra                                         |
| 20 lipca 1941 | San Lorenzo de Almagro – Newell’s Old Boys 3:3 Carlos Lara, Isidro Lángara, Rinaldo Martino - René Pontoni, José Canteli, Juan S. Ferreyra |

### Kolejka 17
| Data          | Mecz |
| ------------- | --- |
| 27 lipca 1941 | Atlanta Buenos Aires – Boca Juniors 2:2 Ismael Zabaleta (2) - Federico Monestés (2)                                                                           |
| 27 lipca 1941 | CA Banfield – Club Atlético Lanús 3:2 Rafael Sanz, Jorge Alcalde, Salvador Álvarez - Héctor Ingunza, Alberto Lorenzo później klubowi Banfield odjęto 2 punkty |
| 27 lipca 1941 | Gimnasia y Esgrima La Plata – Ferro Carril Oeste 7:2 Isidoro Orleans (2, 1k), Alberto Cerioni (2), Daniel Sabio (3) - Joaquín Corvetto, Rodolfo Danza k       |
| 27 lipca 1941 | CA Huracán – Independiente 1:2 Herminio Masantonio - Vicente de la Mata, Arsenio Erico                                                                        |
| 27 lipca 1941 | Newell’s Old Boys – River Plate 2:2 José Canteli, Juan S. Ferreyra - José M. Moreno, Adolfo Pedernera                                                         |
| 27 lipca 1941 | CA Platense – Rosario Central 2:1 Carlos A. Priori, Enrique Amiano - Waldino Aguirre                                                                          |
| 27 lipca 1941 | Racing Club de Avellaneda – San Lorenzo de Almagro 2:1 Juan A. Devizia, José Liztherman - Mateo Nicolau                                                       |
| 27 lipca 1941 | CA Tigre – Estudiantes La Plata 0:1 Julio Gagliardo |

### Kolejka 18
| Data            | Mecz |
| --------------- | --- |
| 3 sierpnia 1941 | Boca Juniors – Newell’s Old Boys 2:1 Federico Monestés, Roque Valsecchi - José Canteli                                |
| 3 sierpnia 1941 | Estudiantes La Plata – Atlanta Buenos Aires 3:2 Juan J. Negri (2), Ángel Laferrara - Ismael Zabaleta (2)              |
| 3 sierpnia 1941 | Ferro Carril Oeste – CA Tigre 1:1 Raúl Natino - Roberto Gayol                                                         |
| 3 sierpnia 1941 | Independiente – CA Platense 3:1 Arsenio Erico (3) - Enrique Amiano                                                    |
| 3 sierpnia 1941 | Club Atlético Lanús – CA Huracán 1:2 Luis Arrieta - Ramón Guerra, Oscar Corzo                                         |
| 3 sierpnia 1941 | River Plate – Racing Club de Avellaneda 2:0 Adolfo Pedernera, Ángel Labruna                                           |
| 3 sierpnia 1941 | Rosario Central – Gimnasia y Esgrima La Plata 3:0 Rubén Bravo, Waldino Aguirre, Harry Hayes                           |
| 3 sierpnia 1941 | San Lorenzo de Almagro – CA Banfield 0:2 Jorge Alcalde, Florencio Caffaratti później klubowi Banfield odjęto 2 punkty |

### Kolejka 19
| Data             | Mecz |
| ---------------- | --- |
| 10 sierpnia 1941 | CA Banfield – River Plate 2:4 Armando Farro, Jorge Alcalde - Ángel Labruna, Adolfo Pedernera, Juan C. Muñoz, José M. Moreno później klubowi Banfield odjęto 2 punkty |
| 10 sierpnia 1941 | Ferro Carril Oeste – Rosario Central 3:1 Tiberio Godoy (2), Juan H. Passerini - Juan C. Heredia k                                                                    |
| 10 sierpnia 1941 | Gimnasia y Esgrima La Plata – Independiente 3:1 Daniel Sabio, Alberto Cerioni, Atilio A. Fernández - Antonio Sastre                                                  |
| 10 sierpnia 1941 | CA Huracán – San Lorenzo de Almagro 0:3 Rinaldo Martino (2), Alfredo Borgnia                                                                                         |
| 10 sierpnia 1941 | Newell’s Old Boys – Estudiantes La Plata 4:2 René Pontoni (2), José Canteli, Juan S. Ferreyra - Juan J. Negri, Julio Gómez                                           |
| 10 sierpnia 1941 | CA Platense – Club Atlético Lanús 1:1 Enrique Amiano - Jorge Grandín                                                                                                 |
| 10 sierpnia 1941 | Racing Club de Avellaneda – Boca Juniors 1:2 Félix Díaz - Federico Monestés, Luis Carniglia                                                                          |
| 10 sierpnia 1941 | CA Tigre – Atlanta Buenos Aires 1:2 Nicanor Kajel - Ismael Zabaleta, Santiago Oubiñas s mecz rozegrany został na stadionie klubu Boca Juniors                        |

### Kolejka 20
| Data             | Mecz |
| ---------------- | --- |
| 17 sierpnia 1941 | Atlanta Buenos Aires – Newell’s Old Boys 3:2 Antonio Ciraolo, Francisco Rodríguez, José Valle - José Canteli, René Pontoni        |
| 17 sierpnia 1941 | Boca Juniors – CA Banfield 2:0 Luis Carniglia, Mario Boyé później klubowi Banfield odjęto 2 punkty                                |
| 17 sierpnia 1941 | Estudiantes La Plata – Racing Club de Avellaneda 4:2 Juan J. Negri, Julio Gagliardo (2), Manuel Pelegrina - Félix Díaz, José Díaz |
| 17 sierpnia 1941 | Independiente – Ferro Carril Oeste 1:0 Antonio Sastre                                                                             |
| 17 sierpnia 1941 | Club Atlético Lanús – Gimnasia y Esgrima La Plata 2:3 Luis Arrieta, Alberto Lorenzo k - Alberto Cerioni (2), Daniel Sabio         |
| 17 sierpnia 1941 | River Plate – CA Huracán 0:0 |
| 17 sierpnia 1941 | Rosario Central – CA Tigre 1:1 Juan C. Heredia - Juan Marvezzi                                                                    |
| 17 sierpnia 1941 | San Lorenzo de Almagro – CA Platense 3:3 Rinaldo Martino (3) - Roberto Torielli (2), Enrique Amiano                               |

### Kolejka 21
| Data             | Mecz |
| ---------------- | --- |
| 24 sierpnia 1941 | CA Banfield – Estudiantes La Plata 2:1 Rafael Sanz, Florencio Caffaratti - Ángel Laferrara później klubowi Banfield odjęto 2 punkty |
| 24 sierpnia 1941 | Ferro Carril Oeste – Club Atlético Lanús 4:0 Alberto Lijé, Raúl Natino, Rodolfo Danza (2)                                           |
| 24 sierpnia 1941 | Gimnasia y Esgrima La Plata – San Lorenzo de Almagro 1:3 Isidoro Orleans - Juan A. Fattoni, Alfredo Borgnia, Isidro Lángara         |
| 24 sierpnia 1941 | CA Huracán – Boca Juniors 2:3 Norberto Méndez, Ramón Guerra - Manuel Penas, Federico Monestés, Julio Rosell                         |
| 24 sierpnia 1941 | CA Platense – River Plate 1:2 Gregorio Esperón k - Juan C. Muñoz, Roberto D’Alessandro                                              |
| 24 sierpnia 1941 | Racing Club de Avellaneda – Atlanta Buenos Aires 4:0 Félix Díaz, José Liztherman, Oscar Larretchart, José Díaz                      |
| 24 sierpnia 1941 | Rosario Central – Independiente 1:2 Juan C. Heredia - Arsenio Erico (2)                                                             |
| 24 sierpnia 1941 | CA Tigre – Newell’s Old Boys 2:2 Aníbal Troncoso (2, 1k) - Mario Morosano, Ángel Perucca k                                          |

### Kolejka 22
| Data             | Mecz |
| ---------------- | --- |
| 31 sierpnia 1941 | Atlanta Buenos Aires – CA Banfield 1:2 Ismael Zabaleta - Oscar Tarrío s, Héctor Gualdone                                                                         |
| 31 sierpnia 1941 | Boca Juniors – CA Platense 1:2 Julio Rosell - Roberto Torielli (2)                                                                                               |
| 31 sierpnia 1941 | Estudiantes La Plata – CA Huracán 1:1 Ángel Laferrara - Ramón Guerra                                                                                             |
| 31 sierpnia 1941 | Independiente – CA Tigre 5:1 Arsenio Erico (4), José Vilariño - Fernando Rubio                                                                                   |
| 31 sierpnia 1941 | Club Atlético Lanús – Rosario Central 4:2 Alberto Lorenzo (3), Luis Arrieta - Luis Izaga, Harry Hayes                                                            |
| 31 sierpnia 1941 | Newell’s Old Boys – Racing Club de Avellaneda 1:0 Antonio Carlucci                                                                                               |
| 31 sierpnia 1941 | River Plate – Gimnasia y Esgrima La Plata 3:3 José M. Moreno, José Ramos k, Juan C. Muñoz - Alberto Cerioni (2, 1k), Luis Pérez                                  |
| 31 sierpnia 1941 | San Lorenzo de Almagro – Ferro Carril Oeste 4:0 Alfredo Borgnia, Tomás Beristain (2), Rinaldo Martino mecz rozegrany został na stadionie klubu Chacarita Juniors |

### Kolejka 23
| Data            | Mecz |
| --------------- | --- |
| 7 września 1941 | CA Banfield – Newell’s Old Boys 4:3 Rafael Sanz (3), Jorge Alcalde - René Pontoni (2), José Canteli                                                 |
| 7 września 1941 | Ferro Carril Oeste – River Plate 1:2 Rodolfo Danza - Juan C. Muñoz, Adolfo Pedernera                                                                |
| 7 września 1941 | Gimnasia y Esgrima La Plata – Boca Juniors 2:1 Daniel Sabio, Alberto Cerioni - Roque Valsecchi                                                      |
| 7 września 1941 | CA Huracán – Atlanta Buenos Aires 0:2 Francisco Rodríguez (2) mecz rozegrany został na stadionie klubu Boca Juniors                                 |
| 7 września 1941 | Independiente – Club Atlético Lanús 7:2 Antonio Sastre (2), Vicente de la Mata (3), Reinaldo Mourín, Arsenio Erico - Alberto Lorenzo, Jorge Grandín |
| 7 września 1941 | CA Platense – Estudiantes La Plata 2:3 Enrique Amiano (2) - Julio Gómez, Carlos Aldabe s, Ángel Laferrara                                           |
| 7 września 1941 | Rosario Central – San Lorenzo de Almagro 1:1 Rubén Bravo - Isidro Lángara                                                                           |
| 7 września 1941 | CA Tigre – Racing Club de Avellaneda 5:1 Juan Marvezzi (3), Roberto Gayol, Héctor Vidal s - Oscar Larretchart                                       |

### Kolejka 24
| Data             | Mecz |
| ---------------- | --- |
| 14 września 1941 | Atlanta Buenos Aires – CA Platense 3:3 José Martínez, Norberto Pairoux (2, 1k) - Enrique Amiano, Juan S. Prado, Roberto Orlando |
| 14 września 1941 | Boca Juniors – Ferro Carril Oeste 3:0 Alfredo Gáspari (2, 1k), Ricardo Alarcón                                                  |
| 14 września 1941 | Estudiantes La Plata – Gimnasia y Esgrima La Plata 3:1 Manuel Pelegrina, Ángel Laferrara, Julio Gómez - Alberto Cerioni         |
| 14 września 1941 | Club Atlético Lanús – CA Tigre 3:1 Jorge Grandín, Luis Arrieta, José García - Aníbal Troncoso                                   |
| 14 września 1941 | Newell’s Old Boys – CA Huracán 3:1 René Pontoni, José Canteli (2) - Herminio Masantonio k                                       |
| 14 września 1941 | Racing Club de Avellaneda – CA Banfield 2:1 Enrique García, Félix Díaz - Eduardo Silvera                                        |
| 14 września 1941 | River Plate – Rosario Central 2:1 Ángel Labruna, Roberto D’Alessandro - Waldino Aguirre                                         |
| 14 września 1941 | San Lorenzo de Almagro – Independiente 1:0 Mateo Nicolau mecz rozegrany został na stadionie klubu River Plate                   |

### Kolejka 25
| Data             | Mecz |
| ---------------- | --- |
| 21 września 1941 | Ferro Carril Oeste – Estudiantes La Plata 4:2 Alberto Lijé (2), Daniel Pícaro (2) - Ángel Laferrara, Manuel Pelegrina                        |
| 21 września 1941 | Gimnasia y Esgrima La Plata – Atlanta Buenos Aires 3:3 Alberto Cerioni, Gabino Arregui (2) - José Martínez (2), Francisco Rodríguez          |
| 21 września 1941 | CA Huracán – Racing Club de Avellaneda 1:0 Plácido Rodríguez mecz rozegrany został na stadionie klubu San Lorenzo de Almagro                 |
| 21 września 1941 | Independiente – River Plate 0:4 Adolfo Pedernera (3), Juan C. Muñoz                                                                          |
| 21 września 1941 | Club Atlético Lanús – San Lorenzo de Almagro 3:2 Jorge Grandín, Luis Arrieta (2) - Mateo Nicolau, Alfredo Borgnia                            |
| 21 września 1941 | CA Platense – Newell’s Old Boys 0:2 Juan S. Ferreyra, Juan Gayol                                                                             |
| 21 września 1941 | Rosario Central – Boca Juniors 2:0 Armando Ríos, Waldino Aguirre mecz przerwany w 70 minucie przy stanie 1:0 dokończony 15 października 1941 |
| 21 września 1941 | CA Tigre – CA Banfield 1:0 Raimundo Sandoval                                                                                                 |

### Kolejka 26
| Data             | Mecz |
| ---------------- | --- |
| 26 września 1941 | River Plate – Club Atlético Lanús 4:0 José M. Moreno (2), Adolfo Pedernera, Ángel Labruna                                         |
| 28 września 1941 | Atlanta Buenos Aires – Ferro Carril Oeste 0:1 Daniel Pícaro                                                                       |
| 28 września 1941 | CA Banfield – CA Huracán 1:3 Salvador Laporta - Herminio Masantonio (2), Ramón Guerra                                             |
| 28 września 1941 | Boca Juniors – Independiente 1:1 Mario Boyé - Eugenio Maigán                                                                      |
| 28 września 1941 | Estudiantes La Plata – Rosario Central 5:2 Ángel Laferrara (3), Manuel Pelegrina, Remo Nucitelli - Ernesto Vidal, Juan C. Heredia |
| 28 września 1941 | Newell’s Old Boys – Gimnasia y Esgrima La Plata 6:1 Mario Morosano, José Canteli (3), Juan Gayol, René Pontoni - Alberto Cerioni  |
| 28 września 1941 | Racing Club de Avellaneda – CA Platense 4:1 Vicente Zito (2), José Liztherman (2) - Roberto Orlando                               |
| 28 września 1941 | San Lorenzo de Almagro – CA Tigre 3:0 Rinaldo Martino, Isidro Lángara, ?                                                          |

### Kolejka 27
| Data                | Mecz |
| ------------------- | --- |
| 5 października 1941 | Ferro Carril Oeste – Newell’s Old Boys 2:0 Daniel Pícaro, Rodolfo Danza                                                                  |
| 5 października 1941 | Gimnasia y Esgrima La Plata – Racing Club de Avellaneda 1:0 Daniel Sabio                                                                 |
| 5 października 1941 | Independiente – Estudiantes La Plata 5:2 Andrés Coll, Néstor Paz, Antonio Sastre, Reinaldo Mourín (2) - Ángel Laferrara, Julio Gagliardo |
| 5 października 1941 | Club Atlético Lanús – Boca Juniors 2:3 Luis Arrieta, Salustiano Vidal - Ricardo Alarcón (2), Luis Carniglia                              |
| 5 października 1941 | CA Platense – CA Banfield 2:3 Roberto Torielli, Ricardo Cisterna - Rafael Sanz (3)                                                       |
| 5 października 1941 | Rosario Central – Atlanta Buenos Aires 0:1 Norberto Pairoux mecz rozegrany został na stadionie klubu Newell's Old Boys                   |
| 5 października 1941 | San Lorenzo de Almagro – River Plate 1:1 Rinaldo Martino - José M. Moreno                                                                |
| 5 października 1941 | CA Tigre – CA Huracán 3:1 Raimundo Sandoval, Mario Tosoni (2) - Rubén Perdomo                                                            |

### Kolejka 28
| Data                 | Mecz |
| -------------------- | --- |
| 12 października 1941 | Atlanta Buenos Aires – Independiente 2:2 Francisco Rodríguez, Andrés Ramos - Antonio Sastre k, Andrés Coll               |
| 12 października 1941 | CA Banfield – Gimnasia y Esgrima La Plata 3:1 Eduardo Silvera, Florencio Caffaratti, Rafael Sanz - Daniel Sabio          |
| 12 października 1941 | Boca Juniors – San Lorenzo de Almagro 2:1 Luis Carniglia (2) - Rinaldo Martino                                           |
| 12 października 1941 | Estudiantes La Plata – Club Atlético Lanús 5:0 Ángel Laferrara (3), Carlos Cirico, Manuel Pelegrina                      |
| 12 października 1941 | CA Huracán – CA Platense 1:1 Manuel Giúdice - Enrique Amiano mecz rozegrany został na stadionie klubu Ferro Carril Oeste |
| 12 października 1941 | Newell’s Old Boys – Rosario Central 5:0 Mario Morosano (3), René Pontoni (2)                                             |
| 12 października 1941 | Racing Club de Avellaneda – Ferro Carril Oeste 1:2 Francisco Fandiño - Rodolfo Danza, Alberto Lijé                       |
| 12 października 1941 | River Plate – CA Tigre 2:0 José M. Moreno, Adolfo Pedernera                                                              |

### Kolejka 29
| Data                 | Mecz |
| -------------------- | --- |
| 19 października 1941 | Ferro Carril Oeste – CA Banfield 0:5 Jorge Alcalde, Rafael Sanz (2), Salvador Laporta (2)                                                                 |
| 19 października 1941 | Gimnasia y Esgrima La Plata – CA Huracán 0:3 Herminio Masantonio (2), Ramón Guerra                                                                        |
| 19 października 1941 | Independiente – Newell’s Old Boys 2:1 Andrés Coll, Antonio Sastre - Mario Morosano                                                                        |
| 19 października 1941 | Club Atlético Lanús – Atlanta Buenos Aires 4:2 Héctor Ingunza, José García, Luis Arrieta, Jorge Grandín - Norberto Pairoux, Roberto Martino               |
| 19 października 1941 | River Plate – Boca Juniors 5:1 Ángel Labruna, José M. Moreno, Aristóbulo Deambrosi (2), Adolfo Pedernera - Mario Boyé                                     |
| 19 października 1941 | Rosario Central – Racing Club de Avellaneda 2:1 Rubén Bravo, Waldino Aguirre - José Liztherman mecz rozegrany został na stadionie klubu Newell's Old Boys |
| 19 października 1941 | San Lorenzo de Almagro – Estudiantes La Plata 3:1 Isidro Lángara, Ángel Zubieta (2) - Manuel Pelegrina                                                    |
| 19 października 1941 | CA Tigre – CA Platense 2:2 Aníbal Troncoso, Eusebio Videla - José N. Toledo, Roberto Torielli                                                             |

### Kolejka 30
| Data                 | Mecz |
| -------------------- | --- |
| 26 października 1941 | Atlanta Buenos Aires – San Lorenzo de Almagro 2:1 Norberto Pairoux (2) - Isidro Lángara mecz rozegrany został na stadionie klubu Ferro Carril Oeste |
| 26 października 1941 | CA Banfield – Rosario Central 4:2 Jorge Alcalde (2), Eduardo Silvera, Rafael Sanz - Waldino Aguirre (2) |
| 26 października 1941 | Boca Juniors – CA Tigre 3:0 Ricardo Alarcón (2), Jaime Sarlanga |
| 26 października 1941 | Estudiantes La Plata – River Plate 1:3 Widzowie: 13 000 Sędzia: Leopoldo Amoroso. Bramki: 0:1 José Manuel Moreno 16, 0:2 Eduardo Enrique Rodríguez 37s, 1:2 Ángel Ricardo Laferrara 38, 1:3 Juan Carlos Muńoz 77 Club Estudiantes de La Plata: Gabriel Mario Ogando – Eduardo Enrique Rodríguez, Nicolás Palma, Héctor Blotto, Saúl Ongaro, Eduardo Sande, Julio Aurelio Gómez, Juan José Negri, Ángel Ricardo Laferrara, Carlos José Cirico, Manuel Gregorio Pelegrina. Club Atlético River Plate: Julio Barrios – Ricardo Alfredo Vaghi, Avelino Cadilla, Norberto Antonio Yácono, Bruno Rodolfi, José Ramos, Juan Carlos Muńoz, José Manuel Moreno, Adolfo Alfredo Pedernera, Ángel Amadeo Labruna, Carlos Desiderio Peucelle. |
| 26 października 1941 | CA Huracán – Ferro Carril Oeste 4:1 Roberto Sbarra, Norberto Méndez, Herminio Masantonio (2) - Tiberio Godoy |
| 26 października 1941 | CA Platense – Gimnasia y Esgrima La Plata 3:2 Roberto Torielli (2), Roberto Orlando - Gabino Arregui, Alberto Cerioni |
| 26 października 1941 | Racing Club de Avellaneda – Independiente 3:1 Delfín Benítez Cáceres, Oscar Larretchart, César Gumilla - Arsenio Erico |
| 15 listopada 1941    | Newell’s Old Boys – Club Atlético Lanús 9:2 René Pontoni (3), Mario Morosano, José Canteli (3), Atilio Ducca s, Juan Gayol - Luis Arrieta, Héctor Ingunza |

### Końcowa tabela sezonu 1941
| Poz | Klub                        | Mecze | Zw | Rem | Por | Pkt | BrZd | BrStr |
| --- | --------------------------- | ----- | -- | --- | --- | --- | ---- | ----- |
| 1   | River Plate                 | 30    | 19 | 6   | 5   | 44  | 75   | 35    |
| 2   | San Lorenzo de Almagro      | 30    | 17 | 6   | 7   | 40  | 67   | 46    |
| 3   | Newell’s Old Boys           | 30    | 17 | 4   | 9   | 38  | 78   | 50    |
| 4   | Boca Juniors                | 30    | 16 | 4   | 10  | 36  | 61   | 52    |
| 5   | Independiente               | 30    | 15 | 4   | 11  | 34  | 67   | 53    |
| 6   | CA Huracán                  | 30    | 14 | 6   | 10  | 34  | 57   | 48    |
| 7   | Racing Club de Avellaneda   | 30    | 15 | 3   | 12  | 33  | 64   | 54    |
| 8   | Estudiantes La Plata        | 30    | 13 | 6   | 11  | 32  | 77   | 64    |
| 9   | Ferro Carril Oeste          | 30    | 13 | 4   | 13  | 30  | 44   | 54    |
| 10  | CA Tigre                    | 30    | 9  | 9   | 12  | 27  | 47   | 54    |
| 11  | Atlanta Buenos Aires        | 30    | 8  | 10  | 12  | 26  | 59   | 73    |
| 12  | Gimnasia y Esgrima La Plata | 30    | 8  | 4   | 18  | 20  | 50   | 73    |
| 13  | CA Platense                 | 30    | 6  | 7   | 17  | 19  | 49   | 68    |
| 14  | Club Atlético Lanús         | 30    | 6  | 6   | 18  | 18  | 59   | 95    |
| 15  | CA Banfield                 | 30    | 15 | 3   | 12  | 17* | 67   | 68    |
| 16  | Rosario Central             | 30    | 6  | 4   | 20  | 16  | 42   | 76    |

- Klub CA Banfield za przekupstwo w 10 kolejce został zawieszony na 60 dni, w czasie których odjęte zostało 16 punktów

### Klasyfikacja strzelców bramek 1941
| Gole | Piłkarz         | Klub                      |
| ---- | --------------- | ------------------------- |
| 30   | José Canteli    | Newell’s Old Boys         |
| 26   | Arsenio Erico   | Independiente             |
| 24   | Isidro Lángara  | San Lorenzo de Almagro    |
| 23   | José Liztherman | Racing Club de Avellaneda |
| 21   | Rafael Sanz     | CA Banfield               |